# Gymnospermae
Las gimnospermas (Gymnospermae) son plantas vasculares y espermatofitas productoras de semillas. Este término se aplica debido a que las semillas de estas plantas no se forman en un ovario cerrado (esto es, un pistilo con uno o más carpelos que evolucionan a un fruto, como ocurre en las angiospermas), sino que están desnudas. Su flor, definida como una rama de crecimiento limitado productora de hojas fértiles o "esporofilos", tiene semilla expuesta. En síntesis, los Gymnospermae no tienen fruto y, por ello, se diferencian de las angiospermas.
Las gimnospermas vivientes consisten en las cícadas, el ginkgo, coníferas y gnétidas clasificados en sus respectivas divisiones. Estos cuatro grupos representan solo unas quince familias (Judd et al. 2007), con setenta y cinco a ochenta géneros y unas ochocientas veinte especies. 
Estas plantas crecen en todo el mundo, de los setenta y dos grados norte a los cincuenta y cinco grados sur, y son la vegetación dominante en muchas regiones frías y árticas. Muchas son familiares como ornamentales para madera de alta calidad. Entre las gimnospermas se encuentran los individuos más altos y de mayor longevidad entre las plantas.
El éxito evolutivo de las angiospermas en relación con los otros grupos de espermatofitas puede ser atribuido a los vasos en el xilema y a sus atributos para la reproducción. Todas las gimnospermas excepto los gnétidas tienen traqueidas en su xilema. Los vasos son más eficientes para el transporte de agua bajo algunas circunstancias. Los carpelos de las angiospermas hacen posible la germinación a través de un estigma del polen y están variadamente adaptadas para la protección del óvulo joven y la dispersión de la semilla. Las gimnospermas tardan en reproducirse, puede pasar un año desde la polinización hasta la fertilización, y la maduración de la semilla puede requerir tres años. En contraste, las angiospermas usualmente se reproducen mucho más rápido, en algunas anuales puede pasar de óvulo a semilla en algunas semanas. Con la excepción de las cícadas y algunas gnétidas, las gimnospermas son polinizadas por viento. Las angiospermas se han adaptado en varios modos a la polinización animal, por lo que son capaces de reproducirse en hábitats donde hay poco viento, como el suelo de los bosques. La naturaleza altamente específica de la polinización por animales puede promover la especiación. Además, las gimnospermas son raramente poliploides y no han recurrido extensivamente a la especiación alopoliploide

## Conceptos

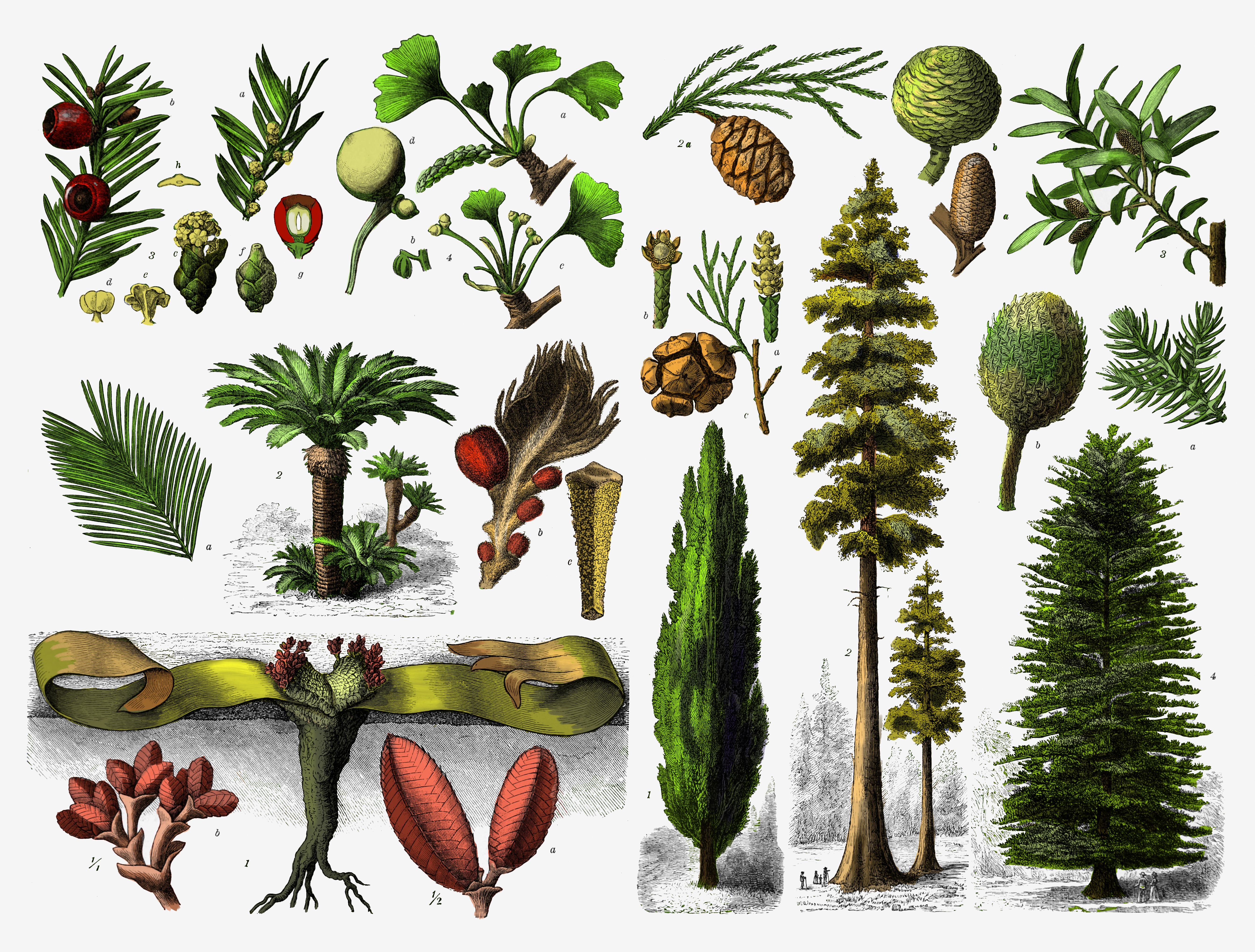
Gimnospermas, dibujo en la Enciclopedia Brockhaus de 1892.

Tradicionalmente se denominan gimnospermas a las plantas vasculares con semillas, pero sin flores, lo que equivale al grupo parafilético de las espermatofitas excluyendo las angiospermas. Sin embargo, el análisis genético ha revelado que todas las gimnospermas vivientes forman un clado que es hermano de las angiospermas, entonces bajo este punto de vista, se puede excluir de la definición de gimnospermas a las espermatofitas ancestrales. Resumiendo ambos conceptos:
- Gymnospermae sensu lato  (parafilético con respecto a las angiospermas, incluye a los representantes vivientes y a los representantes extintos presentes en el registro fósil)
  - Pteridospermae o helechos con semilla (parafilético, extinguidos, a veces dentro de Gymnospermae sensu lato, son las espermatofitas basales)
  - Gymnospermae sensu stricto comprende a los cuatro representantes vivientes y sus parientes fósiles más cercanos, monofilético, según Christenhusz et al. (2011)[3] se lo divide en:
    - Cycadidae (familias 1 y 2)
    - Ginkgoidae (familia 3)
    - Gnetidae (familias 4 a 6)
    - Pinidae ("coníferas", familias 7 a 12)

## Filogenia
Robert Brown (1773-1858), el descubridor del núcleo celular (en 1831), señaló en su Botanicarum facile princeps (1827) las diferencias entre angiospermas y gimnospermas y fue el primero en indicar también la falta de envolturas carpelares en las gimnospermas, desarrollando una clasificación que ha durado hasta la actualidad.

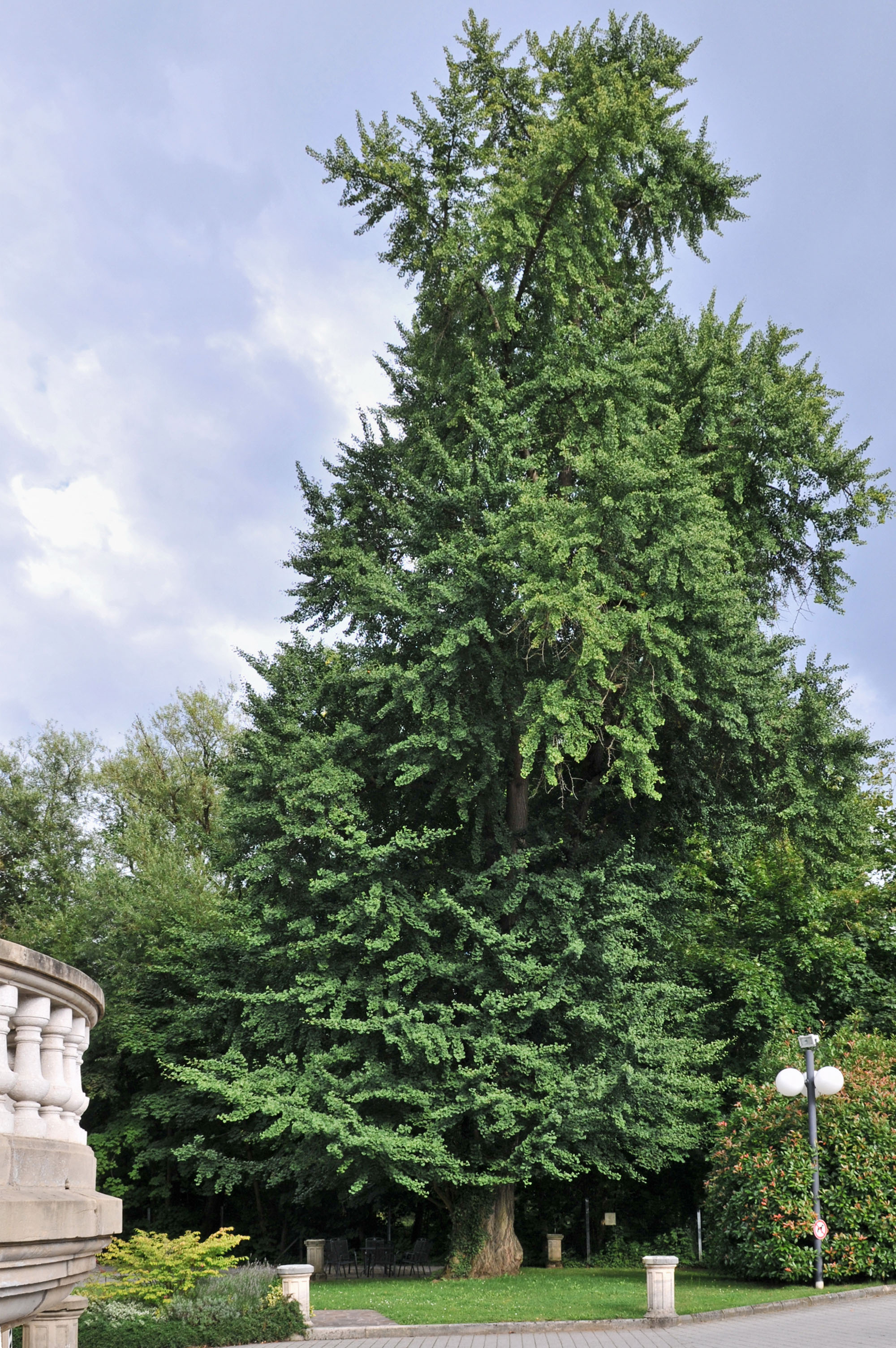
Ginkgo.

La filogenia más actualizada (2021-2022) presenta las siguientes relaciones entre los cuatro grupos tradicionales de gimnospermas vivientes:
|  | Cycadophyta |
|  |             |
|  | Ginkgophyta |
|  |             |

|  | Pinophyta  |
|  |            |
|  | Gnetophyta |
|  |            |

|  | Cycadophyta |
|  |             |
|  | Ginkgophyta |
|  |             |

|  | Pinophyta  |
|  |            |
|  | Gnetophyta |
|  |            |

|  | Cycadophyta |
|  |             |
|  | Ginkgophyta |
|  |             |

|  | Pinophyta  |
|  |            |
|  | Gnetophyta |
|  |            |

|  | Cycadophyta |
|  |             |
|  | Ginkgophyta |
|  |             |

|  | Pinophyta  |
|  |            |
|  | Gnetophyta |
|  |            |

### Clado (cícadas +Ginkgo)

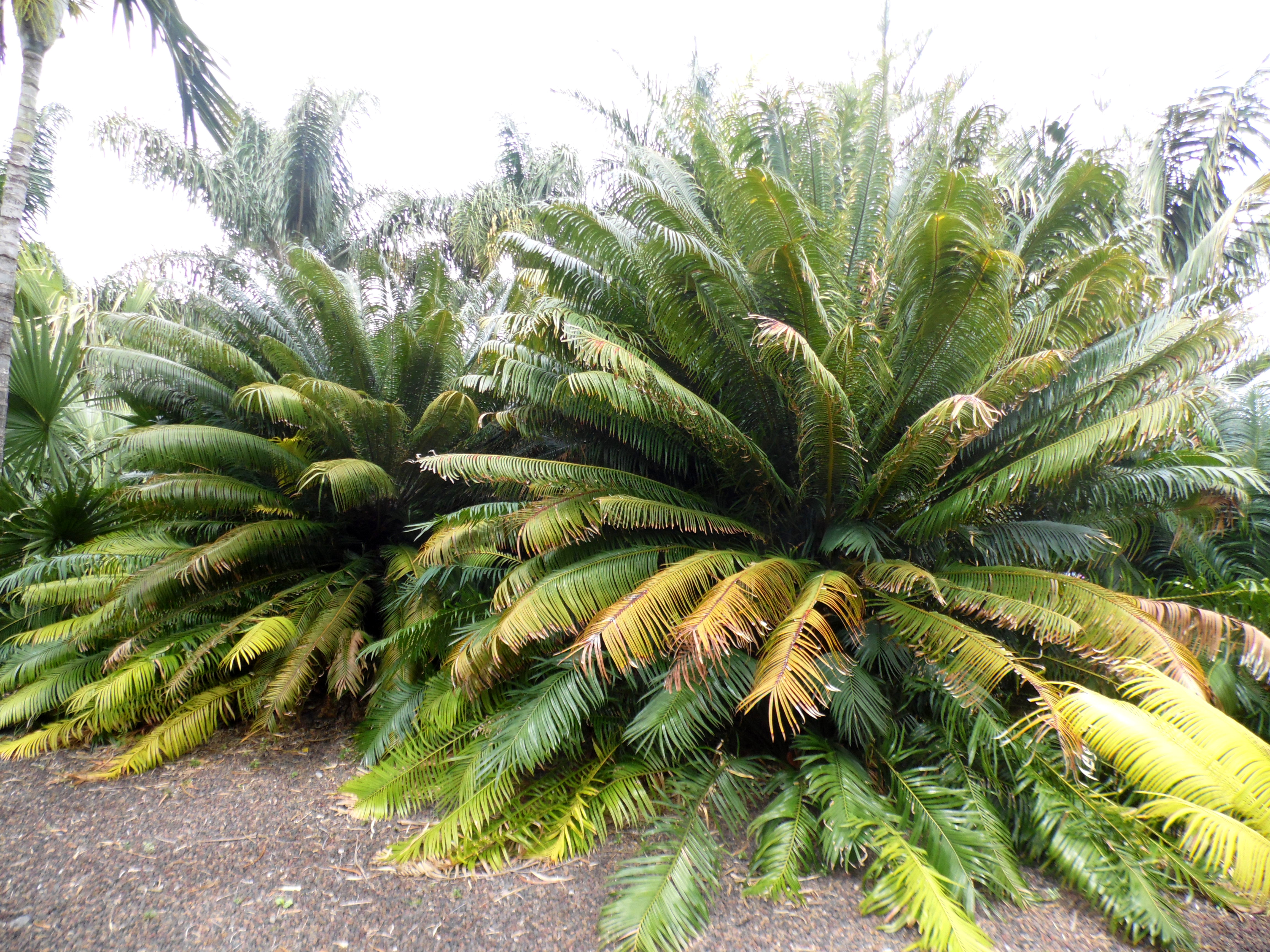
Cycas circinalis.

El análisis genético nuclear apoya la relación entre las cícadas y el Ginkgo. Son considerados fósiles vivientes, plantas dioicas cuyo intervalo entre la polinización y fertilización comprende de 3 a 5 meses y son las únicas entre las plantas con semillas que poseen células espermáticas móviles, los anterozoides son grandes y multiflagelados. Con referencia al ciclo reproductivo hay muchas similitudes, la anatomía general del óvulo es parecida y la megasporogénesis es igual en Ginkgo que en Cycas. El tubo polínico tiene desarrollo haustorial y su función es fijación en la cámara polínica y nutrición. Formación de un megagametofito femenino con abundantes reservas, nutritivo, que lleva micrópilo, arquegonios, cámara arquegonial y una gran ovocélula. Período extendido de la embriogénesis con divisiones nucleares libres. En el estudio paleobotánico, es difícil rastrear a cícadas y ginkgos a través del polen fósil debido al parecido morfológico. Los anterozoides son característicos y presentan una multitud de flagelos espiralados.

### Relación entre coníferas y gnetales

#### Hipótesis gnepina
Según la filogenia más actualizada, las gimnospermas vivientes forman un grupo monofilético; pero en cambio el grupo de las coníferas es parafilético, pues las gnetales o gnétidas (las cuales no son consideradas coníferas), son un subgrupo dentro de ellas. El término gnepino es un neologismo que une los términos gneto y pino. El análisis genético mitocondrial favorece la relación entre gnetales y coníferas; y por otro lado, el análisis genético plastidial, ribosomal y nuclear respalda fuertemente la hipótesis gnepina, en donde las gnetales son un grupo hermano de las pináceas, mientras su relación con otras coníferas es más lejana, determinando así la condición parafilética de las coníferas y descartando la hipótesis antofita.
Sin embargo, dada su actual posición filogenética dentro de las gimnospermas, es preferible el uso del término Gnetales antes que Gnetidae, Gnetopsida, Gnetophytina o Gnetophyta. Graficando esta filogenia a nivel de órdenes el resultado es el siguienteː

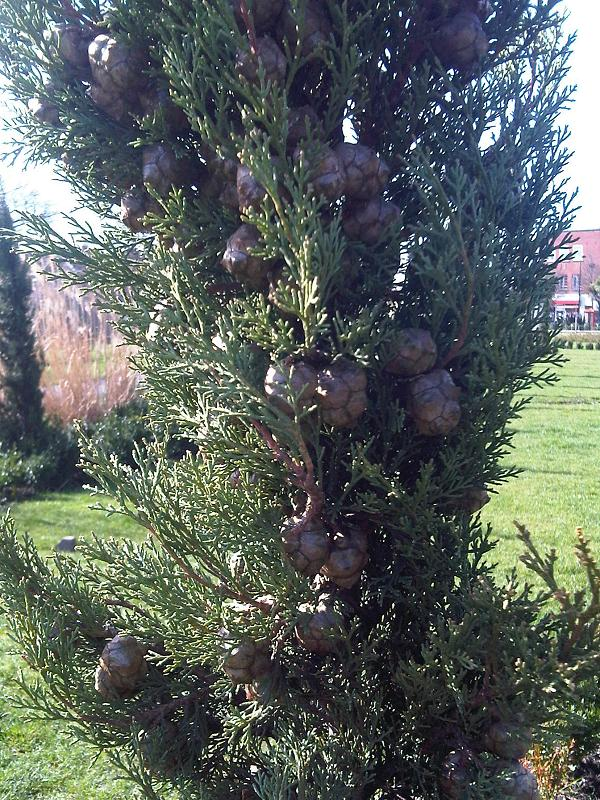
Cupressus sempervirens.

|  | Cycadales  |
|  |            |
|  | Ginkgoales |
|  |            |

|  | Gnetales |
|  |          |
|  | Pinales  |
|  |          |

|  | Araucariales |
|  |              |
|  | Cupressales  |
|  |              |

|  | Gnetales |
|  |          |
|  | Pinales  |
|  |          |

|  | Araucariales |
|  |              |
|  | Cupressales  |
|  |              |

|  | Gnetales |
|  |          |
|  | Pinales  |
|  |          |

|  | Araucariales |
|  |              |
|  | Cupressales  |
|  |              |

|  | Gnetales |
|  |          |
|  | Pinales  |
|  |          |

|  | Araucariales |
|  |              |
|  | Cupressales  |
|  |              |

|  | Cycadales  |
|  |            |
|  | Ginkgoales |
|  |            |

|  | Gnetales |
|  |          |
|  | Pinales  |
|  |          |

|  | Araucariales |
|  |              |
|  | Cupressales  |
|  |              |

|  | Gnetales |
|  |          |
|  | Pinales  |
|  |          |

|  | Araucariales |
|  |              |
|  | Cupressales  |
|  |              |

|  | Gnetales |
|  |          |
|  | Pinales  |
|  |          |

|  | Araucariales |
|  |              |
|  | Cupressales  |
|  |              |

|  | Gnetales |
|  |          |
|  | Pinales  |
|  |          |

|  | Araucariales |
|  |              |
|  | Cupressales  |
|  |              |

#### Clado gnetíferas (coníferas + gnetales)
El clado gnetíferas (neologismo de gnetales + coníferas) también se le llama Pinales (Cole & Hilgher 2014). Presenta características como los gametos masculinos inmóviles, la función del tubo polínico es el transporte de estas células espermáticas y no hay cámara arquegonial. Hay ramificación, madera picnoxílica (con poco o ningún parénquima en el xilema), traqueida con torus-margo, yemas auxiliares al menos en algunos nodos, microesporangióforos y microesporangio abaxial.

#### Subclado gnepinos

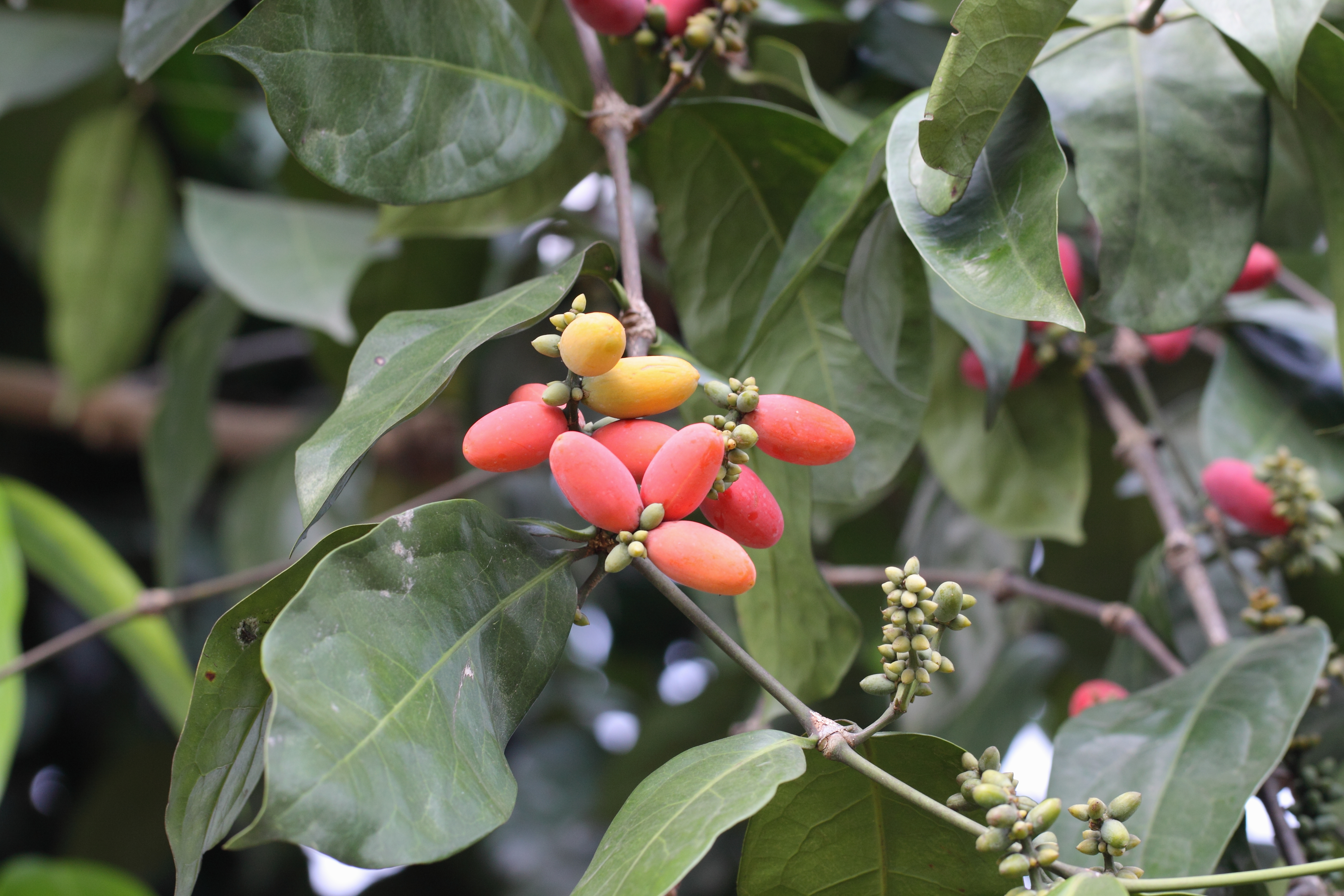
Gnetum gnemon.

El subclado gnepinos (Gnetales + Pinaceae) está respaldado por múltiples análisis filogenéticos, sin embargo, los sistemas taxonómicos modernos han preferido no asignarle un taxón que deviene en altamente controvertido debido a las importantes diferencias morfológicas entre ambos grupos y mantienen la clasificación en los cuatro taxones tradicionales de gimnospermas. La paleobotánica parece respaldar cronológicamente estos resultados, ya que mientras coníferas, ginkgos y cícadas se originaron hace unos 310 millones de años (con fósiles de casi 300 Ma), se encontraron pináceas de hace 155 Ma y macrofósiles gnetales de solo 120 Ma.

#### Subclado cupresofitas
El subclado cupresofitas (APWeb) (Cupressales + Araucariales) también se le llama clado conífera II (Bowe et al 2000) o Cupressopsida (Simpson 2010), está constituido por cinco familias con características comunes a nivel del xilema y floema.

### Historia del estudio filogenético

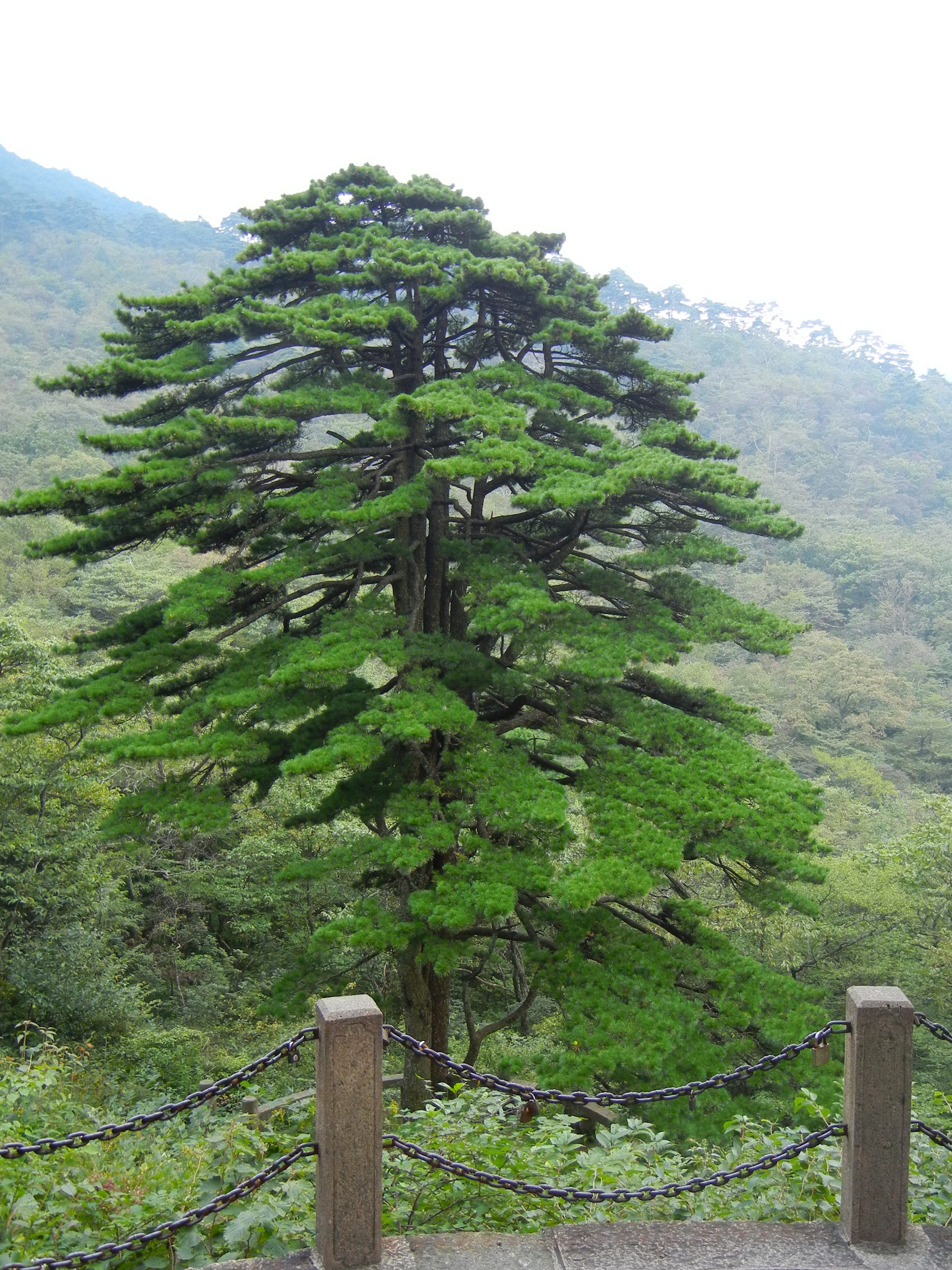
Pinus.

La monofilia de las gimnospermas ha sido muy controvertida. Por varios años fue considerado que no formaban un grupo monofilético (Crane 1988, Doyle 1998, Doyle et al. 1994, Nixon et al. 1994, Price 1996, Stefanovic et al. 1998). Ciertamente, cuando se tienen en cuenta fósiles como los extintos "helechos con semilla" (que tenían semillas desnudas), este grupo no forma un clado. El estado de monofilia de las gimnospermas depende de dónde se ubique la raíz del árbol filogenético de las plantas con semilla (espermatofitas). Si por ejemplo, las gnetales fuesen hermanas de las angiospermas, entonces las gimnospermas serían parafiléticas. Sin embargo, la mayoría de los sets de datos moleculares de hoy en día sostienen una monofilia de las gimnospermas vivientes (Bowe et al. 2000, Burleigh y Mathews 2004, Chaw et al. 2000, Goremykin et al. 1996, Rydin et al. 2002, Soltis et al. 2002). La mayoría de estos datos también sugieren una relación cercana entre gnetales y pináceas. Bajo esta hipótesis llamada "gnepina", las coníferas no son monofiléticas, y las gnetales son en realidad unas coníferas extremadamente divergentes. Una relación entre gnetales y pináceas era inesperada debido a las muchas diferencias morfológicas entre los dos grupos y la gran diferencia genómica. Pinaceae y otras coníferas, pero no Gnetales, han perdido cierta repetición invertida del genoma de su plástido.
Hori et al. 1985 fueron los primeros en validar genéticamente que las gimnospermas vivientes eran las hermanas de las angiospermas, pero incluyeron en su análisis solo tres géneros, Cycas, Ginkgo y Metasequoia, por lo que no fue considerada como una particularmente buena evaluación del tópico. Troitsky et al. 1991 usando ARN ribosómico también encontraron que las gimnospermas vivientes eran monofiléticas, pero también usaron un muestreo pequeño, un total de once géneros fueron usados (tres cícadas, dos gnétidas, Ginkgo y cinco coníferas) y solo hasta seis géneros de todo el set fueron usados en cada análisis. Hasebe et al. 1992 usaron secuencias rbcL del plástido en un pequeño set de taxones y también encontraron que las gimnospermas vivientes eran monofiléticas. El primer estudio molecular de muestreo grande que examinó las relaciones de las gimnospermas fue el de Chaw et al. 1997, y como los demás estudios encontraron que las gimnospermas vivientes eran hermanas de las angiospermas. Chase et al. 1993 asumieron que la relación de hermandad entre angiospermas y gimnospermas en estos estudios anteriores fue espuria y quizás debida a insuficiente muestreo de taxones o a la atracción de ramas largas, así que asignaron a las cícadas la posición de hermanas del resto. Sin embargo, los estudios moleculares continuaron demostrando la monofilia de los dos grupos de espermatofitas vivientes (Ran et al. 2010).
Si bien los taxones vivientes son claramente un grupo monofilético, sus relaciones con los numerosos y diversos grupos de gimnospermas fósiles se mantienen en la oscuridad y completamente incomprendidos.
Tradicionalmente las cícadas, Ginkgo, y Araucariaceae han sido considerados "primitivos" en el sentido de que cada uno tiene una larga historia fósil que se extiende hasta el Pérmico (cícadas) o el Jurásico, y los miembros vivientes de estos tres grupos se parecen a sus fósiles (por ejemplo Passalia et al. 2010, Sun et al. 2008, Kunzmann 2007), si bien en cada caso la diversidad taxonómica de los grupos vivientes es más baja que en el pasado. Gnetidae fue muchas veces considerada como el grupo hermano de las angiospermas (Chase et al. 1993) y de hecho Gnetum se parece a una angiosperma en su hábito. Por esta razón, Araucariaceae fue muchas veces ubicado en el principio de las gimnospermas, mientras que Gnetidae fue ubicada al final. Por supuesto, la retención de caracteres plesiomórficos no está necesariamente reflejada en los árboles filogenéticos moleculares. La ramificación temprana de grupos puede haber hecho evolucionar muchos caracters apomórficos, mientras que los grupos que divergieron más tarde pueden haber retenido caracteres plesiomórficos. Este es especialmente el caso en grupos ancianos donde muchos linajes pueden haberse extinguido, como las licofitas, los helechos, las gimnospermas y las angiospermas.

### Otras hipótesis
La posición exacta de las gnetales (Gnetidae) con respecto a los otros subclados de gimnospermas vivientes ha sido problemática y controvertida, particularmente a la luz de los estudios que indicaban que debían ser embebidas en el clado de las coníferas como hermanas de Pinaceae (la llamada hipótesis "gnepina", Qiu et al. 1999). Burleigh y Mathews (2004) condujeron una larga serie de experimentos que buscaban señales filogenéticas en posiciones de nucleótidos que variaban a diferentes tasas en genes de los 3 compartimentos genómicos, y no encontraron consistencia para la posición de Gnetidae. Otros estudios encontraron a Gnetidae como hermano de todas las demás plantas espermatofitas vivientes (Rydin et al. 2002), pero esto no está de acuerdo con el registro fósil en el sentido estratigráfico. Morfológicamente, una relación cercana entre Gnetidae y o bien Pinaceae o todas las coníferas (la hipótesis "gnetífera") parece poco probable, pero ha habido sugerencias en la literatura que presagiaban este resultado molecular (Bailey 1944, Eames 1952). 
Resumiendo las hipótesis alternativas:
- Hipótesis antofita: Las angiospermas serían un clado hermano de las gnetofitas, lo que significaría que Gymnospermae es parafilético. Esta hipótesis es de inicios del siglo XX y se apoya en el parecido morfológico entre las angiospermas y Gnetum. Sin embargo, los estudios genéticos rechazan esta hipótesis[38] y señalan que se trata de una evolución convergente, incluso de los órganos florales.

- Hipótesis gnetífera: Hipótesis de mediados de siglo que sostiene que las gnetales son hermanas de las coníferas. Está basada en aspectos morfológicos y apoyada parcialmente por análisis genéticos.[39]

- Hipótesis gnetofita-hermana: Se ha sugerido que las gnetofitas serían hermanas de la espermatofitas. Sin embargo, no hay evidencia morfológica, fósil ni genética.[40]

La conclusión básica de Burleigh y Mathews era que es dificultoso usar datos moleculares para evaluar este tema, pero el resultado más consistente y razonable sostiene la hipótesis gnepina. Recientemente, Braukmann et al. (2010) encontraron un gran número de alteraciones estructurales en el genoma del plástido que está compartido por todas las coníferas y por Gnetidae, y en particular Gnetidae y Pinaceae son los únicos en compartir la pérdida de todos los genes ndh en el genoma de sus plástidos, lo cual también da sustento a la relación gnepina.
La resolución de las relaciones entre las espermatofitas esperan más estudios basados en un muestreo más extensivo de las gimnospermas, mientras tanto autores (Judd et al. 2007) tratan a las coníferas como monofiléticas.

## Taxonomía
Introducción teórica en Taxonomía

### Sinonimia
Históricamente, fueron denominadas primero gimnospermas en forma coloquial en 1703 por John Ray. Taxonómicamente se llamó Gymnospermae (Lindley 1830, Bentham & Hooker 1883) con el rango de división (Eichler 1883, Kubitzki 1990), subdivisión (Engler 1886-1924, Wettstein 1935), superclase (Ruggiero et al 2015) o clase (otros autores y libros de texto). También se usó las divisiones Pinophyta (Cronquist et al 1966) y Gymnospermophyta. Luego Cantino & Donoghue 2007 y el NCBI usan Acrogymnospermae. En Chase & Reveal 2009 y Christenhusz et al. 2011 no se considera un taxón, sino un grupo que se divide en subclases.

### Clasificación
En un momento, las gimnospermas se consideraron primero dentro de las plantas con semilla (División Spermatophyta; 1883~1950) y luego dentro de las plantas vasculares (División Tracheophyta; 1950~1981). Esencialmente abarca a las coníferas y sus "allegados" (plantas relacionadas), incluidos varios grupos de plantas extintas conocidas solo por restos fósiles. En el esquema de clasificación anterior, las plantas con "semillas desnudas" fueron claramente apartadas de las otras grandes clases de plantas (esto es, helechos y plantas con flores clásicas o angiospermas), práctica que ha continuado hasta la actualidad. Desde el desarrollo de la cladística moderna, se intenta definir solo taxones monofiléticos, es decir, que contengan a todos los descendientes del antepasado común del grupo sin excluir a ninguno.

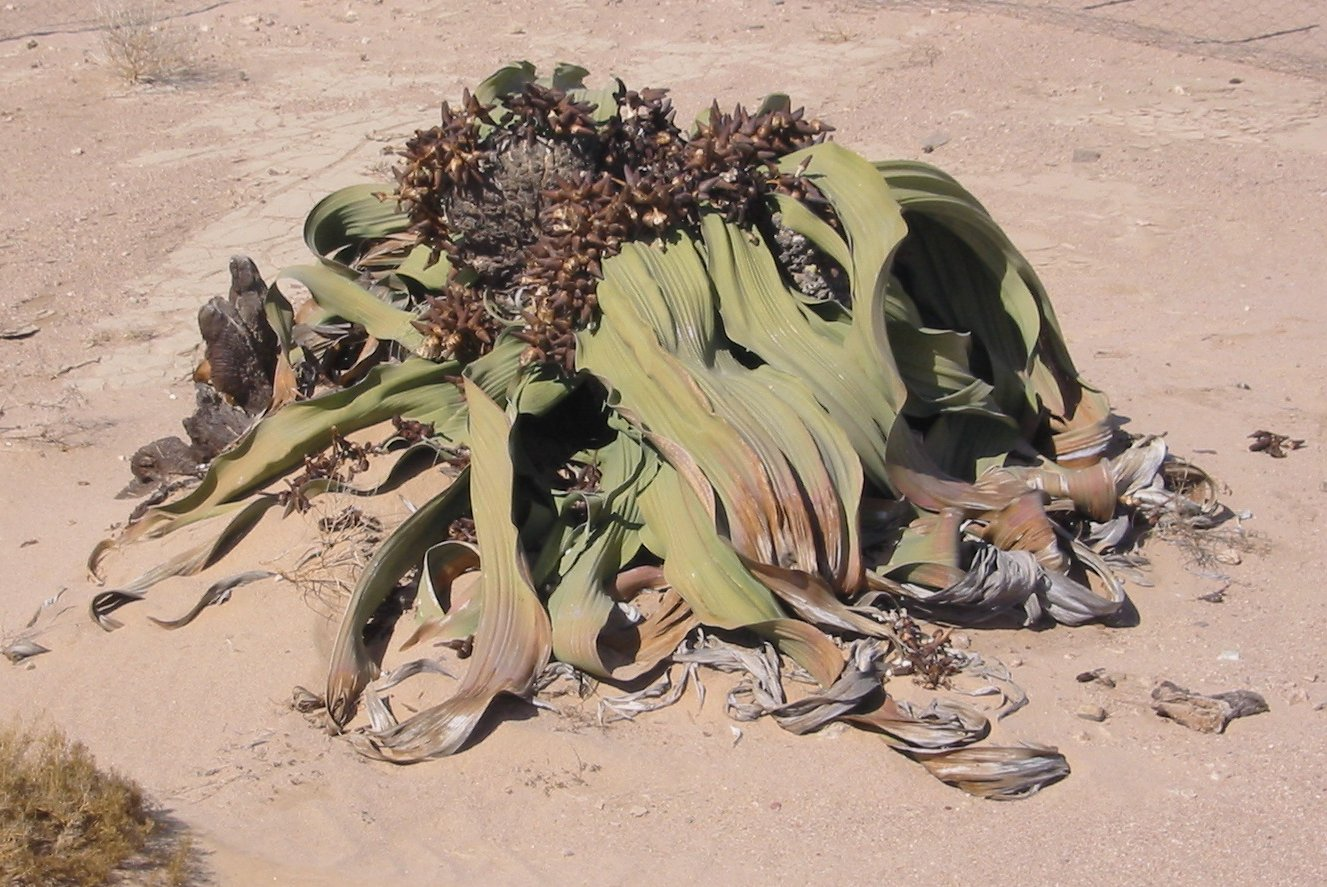
Welwitschia mirabilis, un gnetófito del desierto del Namibia.

Sus representantes suelen ser distribuidos en taxones con el mismo rango, el de división, clase o subclase. En el sistema Kubitzki (1990), el clado Gymnospermae se divide en:
- División Cycadophyta – las cícadas.
- División Ginkgophyta – con solo una especie viviente, Ginkgo biloba.
  - División Pinophyta – las coníferas.
  - División Gnetophyta – con tres familias, cada una con un solo género: Gnetum, Ephedra, Welwitschia

El más moderno sistema de clasificación considera a todas las embriofitas como una clase y les da a estos grupos el rango de subclase. Si la relación "gnepina" (Gnetidae con Pinaceae) continúa ganando fuerza, los autores prefieren nombrar a las coníferas no pináceas como una nueva subclase antes que incluir a Gnetidae en Pinidae.

### Clasificación según Christenhuszet al. (2011)
La clasificación, según Christenhusz et al. 2011, que también provee una secuencia lineal de las gimnospermas hasta género:
CLASE Equisetopsida ''sensu lato'' (Chase & Reveal 2009)
- SUBCLASE I. Cycadidae Pax en K.A.E.Prantl, Lehrb. Bot. ed. 9: 203 (1894). Tipo: Cycadaceae. Sinónimo: Zamiidae Doweld, Tent. Syst. Pl. Vasc.: xv (2001). Tipo: Zamiaceae.
  - ORDEN A. Cycadales Pers. ex Bercht. & J.Presl, Přir. Rostlin: 262 (1820). Tipo: Cycadaceae. Sinónimos: Zamiales Burnett, Outl. Bot.: 490 (1835). Tipo: Zamiaceae. Stangeriales Doweld, Tent. Syst. Pl. Vasc.: xv (2001). Tipo: Stangeriaceae.
    - Familia 1. Cycadaceae Pers., Syn. Pl. 2: 630 (1807), nom. cons. Tipo: Cycas L.

1 género, cerca de 107 especies, Este de África a Japón y Australia.
    - Familia 2. Zamiaceae Horan., Prim. Lin. Syst. Nat.: 45 (1834). Tipo: Zamia L. Sinónimos: Encephalartaceae Schimp. & Schenk en K.A. Zittel, Handb. Palaeontol., Palaeophyt. 2: 215 (1880). Tipo: Encephalartos Lehm. Stangeriaceae Schimp. & Schenk en K.A. Zittel, Handb. Palaeontol., Palaeophyt.: 216 (1880). Tipo: Stangeria T.Moore. Boweniaceae D.W.Stev., Amer. J. Bot. 68: 1114 (1981). Tipo: Bowenia Hook.f. Dioaceae Doweld, Tent. Syst. Pl. Vasc.: xv. (2001). Tipo: Dioon Lindl. Microcycadaceae Tarbaeva, Anat.-Morf. Str. Sem. Cycad.: 19 (1991). Tipo: Microcycas (Miq.) A.DC.

9 géneros, cerca de 206 especies, África tropical y subtropical, Australia y América.

- SUBCLASE II. Ginkgoidae Engl. in H.G.A. Engler & K.A.E. Prantl, Nat. Planzenfam. Nacht.: 341 (1897). Tipo: Ginkgoaceae.
  - ORDEN B. Ginkgoales Gorozh., Lekts. Morf. Sist. Archegon.: 73 (1904). Tipo: Ginkgoaceae.
    - Familia 3. Ginkgoaceae Engl. en H.G.A. Engler & K.A.E. Prantl, Nat. Pflanzenfam. Nachtr.: 19 (1897), nom. cons. Tipo: Ginkgo L.

1 género, 1 especie viviente, China.

- SUBCLASE III. Gnetidae Pax en K.A.E. Prantl, Lehrb. Bot., ed. 9: 203 (1894). Tipo: Gnetaceae. Sinónimos: Ephedridae Cronquist, Takht. & Zimmerm. ex Reveal, Phytologia 79: 69 (1996). Tipo: Ephedraceae. Welwitschiidae Cronquist, Takht. & Zimmerm. ex Reveal, Phytologia 79: 71 (1996). Tipo: Welwitschiaceae.
  - ORDEN C. Welwitschiales Skottsb. ex Reveal, Phytologia 74: 174 (1993). Tipo: Welwitschiaceae.
    - Familia 4. Welwitschiaceae Caruel, Nuovo Giorn. Bot. Ital. 11: 16 (1879), nom. cons. Tipo: Welwitschia Hook.f. Sinónimos: Tumboaceae Wettst., Handb. Syst. Bot. 2(1): 158 (1903). Tipo: Tumboa Welw., nom. rej. (≡ Welwitschia Hook.f., nom. cons.)

1 género, 1 especie, Namibia, Angola.
  - ORDEN D. Gnetales Blume en C.F.P. von Martius, Consp. Regn. Veg.: 11 (1835). Tipo: Gnetaceae.
    - Familia 5. Gnetaceae Blume, Nov. Pl. Expos.: 23 (1833), nom. cons. Tipo: Gnetum L. Sinónimo: Thoaceae Kuntze en T.E. von Post & C.E.O. Kuntze, Lex. Gen. Phan.: 615 (1903). Tipo: Thoa Aubl.

1 género, 30 especies, India, Malesia, África tropical Oeste, Sudamérica amazónica.
  - ORDEN E. Ephedrales Dumort., Anal. Fam. Pl.: 11 (1829). Tipo: Ephedraceae.
    - Familia 6. Ephedraceae Dumort., Anal. Fam. Pl.: 11 (1829), nom. cons. Tipo: Ephedra L.

1 género, cerca de 40 especies, Europa mediterránea, norte de África, Asia templado cálido, Norteamérica y el oeste de Sudamérica.

- SUBCLASE IV. Pinidae Cronquist, Takht. & Zimmerm., Taxon 15: 134 (1966). Tipo: Pinaceae. Sinónimos: Taxidae Ehrend. ex Reveal, Phytologia 79: 71 (1996). Tipo: Taxaceae. Podocarpidae Doweld & Reveal, Phytologia 84: 366 (1999). Tipo: Podocarpaceae. Araucariidae Doweld, Tent. Syst. Pl. Vasc.: xx (2001). Tipo: Araucariaceae. Cupressidae Doweld, Tent. Syst. Pl. Vasc.: xix (2001). Tipo: Cupressaceae.
Nota: el nombre ‘Coniferales’ ha sido usado para este clado, pero no está basado en un género existente. El uso de nombres basado en ‘Conifer-’ (por ejemplo Coniferopsida, Coniferidae, Coniferales, etc.) debería ser evitado.
  - ORDEN F. Pinales Gorozh., Lekts. Morf. Sist. Archegon.: 88 (1904). Tipo: Pinaceae. Sinónimos: Abietales Link, Handbuch 2: 474 (1829). Tipo: Abietaceae.
    - Familia 7. Pinaceae Spreng. ex F.Rudolphi, Syst. Orb. Veg.: 35 (1830), nom. cons. Tipo: Pinus L. Sinónimos: Cedraceae Vest, Anleit. Stud. Bot.: 265, 280. 1818. Tipo: Cedrus Trew. Abietaceae Gray, Nat. Arr. Brit. Pl. 2: 222, 223. (1822), nom. cons. Tipo: Abies Mill. Piceaceae Gorozh., Lekts. Morf. Sist. Archegon.: 79. (1904). Tipo: Picea A.Dietr.

11 géneros, cerca de 225 especies, Eurasia templado a tropical, Sumatra, Filipinas, Norteamérica sur a Nicaragua, oeste de Indias.
  - ORDEN G. Araucariales Gorozh., Lekts. Morf. Sist. Archegon.: 72 (1904). Tipo: Araucariaceae. Sinónimos: Podocarpales Pulle ex Reveal, Novon 2: 239 (1992). Tipo: Podocarpaceae. Saxegothaeales Doweld & Reveal, Phytologia 84: 365 (1999). Tipo: Saxegothaeaceae. Falcatifoliales Melikian & A.V.Bobrov, Bot. Zhurn. (Moscow & Leningrad) 85(7): 61 (2000). Tipo: Falcatifoliaceae. Parasitaxales Melikian & A.V.Bobrov, Bot. Zhurn. (Moscow & Leningrad) 85(7): 61 (2000). Tipo: Parasitaxaceae. Microstrobales Melikian & A.V.Bobrov ex Doweld & Reveal, Novon 11: 396 (2001). Tipo: Microstrobaceae.
    - Familia 8. Araucariaceae Henkel & W.Hochst., Syn. Nadelhölz.: xvii, 1 (1865), nom. cons. Tipo: Araucaria Juss. Sinónimos: Dammaraceae Link, Abh. Konigl. Akad. Wiss. Berlín 1827: 157 (1830), nom. illeg. Tipo: Dammara Link. Agathidaceae (Vierh.) Baum.-Bod. ex A.V.Bobrov & Melikian, Komarovia 4: 61 (2006). Tipo: Agathis Salisb.

3 géneros, 41 especies, Sudeste de Asia y Filipinas a Australasia, Pacífico, sur de Sudamérica.
    - Familia 9. Podocarpaceae Endl., Syn. Conif.: 203 (1847), nom. cons. Tipo: Podocarpus L'Hér. ex Pers. Sinónimos: Phyllocladaceae Bessey, Nebraska Univ. Stud. 7: 325 (1907). Tipo: Phyllocladus Rich. ex Mirb. Phyllocladaceae Core ex H.Keng, Taiwania 18(2): 142 (1973), nom. illeg. Tipo: Phyllocladus Rich. ex Mirb. Pherosphaeraceae Nakai, Tyosen-Sanrin 158: 15 (1938). Tipo: Pherosphaera W.Archer bis. Nageiaceae D.Z.Fu, Acta Phytotax. Sin.: 522 (1992). Tipo: Nageia Gaertn. Acmopylaceae Melikian & A.V.Bobrov, Proc. Intern. Conf. Plant Anat. Morph. (St. Petersburg) 1997: 93 (1997). Tipo: Acmopyle Pilg. Saxegothaeaceae Gaussen ex Doweld & Reveal, Phytologia 84: 365. (1999). Tipo: Saxegothaea Lindl., nom. cons. Microcachrydaceae Doweld & Reveal, Phytologia 84: 365 (1999). Tipo: Microcachrys Hook.f. Bracteocarpaceae Melikian & A.V.Bobrov, Bot. Zhurn. (Moscow & Leningrad) 85(7): 60 (2000). Tipo: Bracteocarpus Melikian & A.V.Bobrov. Dacrycarpaceae Melikian & A.V.Bobrov, Bot. Zhurn. (Moscow & Leningrad) 85(7): 59 (2000). Tipo: Dacrycarpus de Laub. Falcatifoliaceae Melikian & A.V.Bobrov, Bot. Zhurn. (Moscow & Leningrad) 85(7): 61 (2000). Tipo: Falcatifolium de Laub. Halocarpaceae Melikian & A.V.Bobrov, Bot. Zhurn.(Moscow & Leningrad) 85(7): 60 (2000). Tipo: Halocarpus Quinn. Lepidothamnaceae Melikian & A.V.Bobrov, Bot. Zhurn. (Moscow & Leningrad) 85(7): 63 (2000). Tipo: Lepidothamnus Phil. Microstrobaceae Doweld & Reveal, Novon 11: 396 (2001). Tipo: Microstrobos J.Garden & L.A.S.Johnson. Parasitaxaceae Melikian & A.V.Bobrov, Bot. Zhurn. (Moscow & Leningrad) 85(7): 61 (2000). Tipo: Parasitaxus de Laub. Prumnopityaceae Melikian & A.V.Bobrov, Bot. Zhurn. (Moscow & Leningrad) 85(7): 58 (2000). Tipo: Prumnopitys Phil.

19 géneros, cerca de 180 especies, montañas de África tropical, Japón a Australia y Nueva Zelanda, sudoeste del Pacífico, Sudamérica, América Central, islas del Caribe.
  - ORDEN H. Cupressales Link, Handbuch 2: 470 (1829). Tipo: Cupressaceae. Sinónimos: Taxales Link, Handbuch 2: 470 (1829). Tipo: Taxaceae. Taxodiales Schimp., Traité Paléont. Vég. 2: 309 (1870). Tipo: Taxodiaceae. Cephalotaxales Takht. ex Reveal, Phytologia 74: 175 (1993). Tipo: Cephalotaxaceae. Sciadopityales Takht. ex Reveal, Phytologia 75: 176 (1993). Tipo: Sciadopityaceae. Actinostrobales Doweld, Tent. Syst. Pl. Vasc: xx (2001). Tipo: Actinostrobaceae. Athrotaxidales Doweld, Tent. Syst. Pl. Vasc: xix (2001). Tipo: Athrotaxidaceae. Cunninghamiales Doweld, Tent. Syst. Pl. Vasc: xix (2001). Tipo: Cunninghamiaceae.
    - Familia 10. Sciadopityaceae Luerss., Grundz. Bot.: 265 (1877) Tipo: Sciadopitys Siebold & Zucc.

1 género con una única especie en Japón.
    - Familia 11. Cupressaceae Gray, Nat. Arr. Brit. Pl. 2: 222. (1822), nom. cons. Tipo: Cupressus L. Sinónimos: Juniperaceae J.Presl & C.Presl, Delic. Prag.: 142 (1822). Tipo: Juniperus L. Thujaceae Burnett, Outl. Bot.: 502, 1149 (1835). Tipo: Thuja L. Cunninghamiaceae Siebold & Zucc., Fl. Jap. 2: 1, 3 (1842). Tipo: Cunninghamia R.Br. Taxodiaceae Saporta, Ann. Sci. Nat.,Bot., ser. 5, 4: 44 (1865), nom. cons. Tipo: Taxodium Rich. Sequoiaceae C.Koch ex Luerss., Grundz. Bot.: 265 (1877). Tipo: Sequoia Endl. Cryptomeriaceae Gorozh., Lekts. Morf. Sist. Archegon.: 88 (1904). Tipo: Cryptomeria D.Don Thujopsidaceae Bessey, Nebraska Univ. Stud. 7: 325 (1907). Tipo: Thujopsis Siebold & Zucc. ex Endl. Actinostrobaceae Lotsy, Vortr. Bot. Stammesgesch. 3: 98 (1911). Tipo: Actinostrobus Miq. Callitridaceae Seward, Fossil Pl. 4: 124, 151, 336 (1919). Tipo: Callitris Vent. Limnopityaceae Hayata, Bot. Mag. (Tokyo) 46: 25. 1932. Tipo: Taxodium Rich. Taiwaniaceae Hayata, Bot. Mag. (Tokyo) 46: 26 (1932). Tipo: Taiwania Hayata. Tetraclinaceae Hayata, Bot. Mag. (Tokyo) 46: 27 (1932). Tipo: Tetraclinis Mast. Microbiotaceae Nakai, Tyosen-Sanrin 165: 13 (1938). Tipo: Microbiota N.F.Kom. Metasequoiaceae S.Miki ex Hu & W.C.Cheng, Bull. Fan Mem. Inst. Biol., ser. 2, 1: 154 (1948). Tipo: Metasequoia Hu & W.C.Cheng. Athrotaxidaceae Doweld, Prosyllab. Tracheophyt.: xix (2001). Tipo: Athrotaxis D.Don. Libocedraceae Doweld, Novosti Sist. Vyssh. Rast. 33: 42 (2001). Tipo: Libocedrus Endl. Neocallitropsidaceae Doweld, Prosyllab. Tracheophyt.: xx (2001). Tipo: Neocallitropsis Florin. Widdringtoniaceae Doweld, Prosyllab. Tracheophyt.: xx (2001). Tipo: Widdringtonia Endl. Arceuthidaceae A.V.Bobrov & Melikian, Komarovia 4: 79 (2006). Tipo: Arceuthos Antoine & Kotschy. Diselmaceae A.V.Bobrov & Melikian, Komarovia 4: 96 (2006). Tipo: Diselma Hook.f. Fitzroyaceae A.V.Bobrov & Melikian, Komarovia 4: 80 (2006), ‘Fitz-Royaceae’. Tipo: Fitzroya Hook.f. ex Lindl. Pilgerodendraceae A.V.Bobrov & Melikian, Komarovia 4: 87 (2006). Tipo:  Pilgerodendron Florin. Platycladaceae A.V.Bobrov & Melikian, Komarovia 4: 97 (2006). Tipo: Platycladus Spach

29 géneros, cerca de 130 species, casi cosmopolita.
    - Familia 12. Taxaceae Gray, Nat. Arr. Brit. Pl. 2: 222, 226 (1822), nom. cons. Tipo: Taxus L. Sinónimos: Cephalotaxaceae Neger, Nadelhölzer 23, 30 (1907). Tipo: Cephalotaxus Siebold & Zucc. ex Endl. Amentotaxaceae Kudô & Yamam., in Kudô, J. Soc. Trop. Agric. 3: 110 (1931). Tipo: Amentotaxus Pilg. Austrotaxaceae Nakai, Tyosen-Sanrin 158: 14 (1938). Tipo: Austrotaxus Compton Torreyaceae Nakai, Tyosen-Sanrin 158: 14, 23 (1938). Tipo: Torreya Arnott

6 géneros, 28 especies, Eurasia a Malesia, norte de África, Nueva Caledonia, Norteamérica a América Central. Taxaceae es monofilético cuando Cephalotaxus y Amentotaxus son incluidos (Price 2003[45]). Se puede argüir que los resultados filogenéticos de Hao et al. (2008[46]) sustentan una clasificación alternativa en 3 familias (Taxaceae, Cephalotaxaceae y Amentotaxaceae), pero aquí se optó por una circunscripción más amplia de Taxaceae en lugar de esas pequeñas familias.